# Бідоні
Бідоні (італ. Bidonì, сард. Biduniu) — муніципалітет в Італії, у регіоні Сардинія, провінція Ористано.
Бідоні розташоване на відстані близько 360 км на південний захід від Рима, 105 км на північ від Кальярі, 39 км на північний схід від Ористано.
Населення — 149 осіб (2014).

## Демографія
Населення за роками:

Станом на 1 січня 2023 року в муніципалітеті іноземці офіційно не проживали.

## Сусідні муніципалітети
- Гіларца
- Нугеду-Санта-Вітторія
- Седіло
- Сорраділе